# Кастело ди Токи (Сијена)
Кастело ди Токи је насеље у Италији у округу Сијена, региону Тоскана.
Према процени из 2011. у насељу је живело 8 становника. Насеље се налази на надморској висини од 323 м.